# Verwaltungsgemeinschaft Lalling
Die am 1. Mai 1978 gegründete Verwaltungsgemeinschaft Lalling liegt im niederbayerischen Landkreis Deggendorf und wird von folgenden Gemeinden gebildet:
1. Grattersdorf, 1350 Einwohner, 25,98 km²
2. Hunding, 1132 Einwohner, 14,67 km²
3. Lalling, 1652 Einwohner, 27,92 km²
4. Schaufling, 1547 Einwohner, 25,39 km²

Sitz der Verwaltungsgemeinschaft ist Lalling.